# Dompnac
Dompnac ist eine französische Gemeinde mit 77 Einwohnern (Stand 1. Januar 2022) im Département Ardèche in der Region Auvergne-Rhône-Alpes.

## Geografie
Dompnac liegt in den Cevennen auf einem Höhenzug zwischen den Tälern der Wildflüsse Beaume und Drobie.
Die Gemeinde ist Teil des Regionalen Naturparks Monts d’Ardèche.

## Bevölkerung
| Jahr                       | 1962 | 1968 | 1975 | 1982 | 1990 | 1999 | 2006 | 2016 |
| -------------------------- | ---- | ---- | ---- | ---- | ---- | ---- | ---- | ---- |
| Einwohner                  | 43   | 62   | 65   | 71   | 62   | 82   | 93   | 64   |
| Quellen: Cassini und INSEE |      |      |      |      |      |      |      |      |